# Roggentin (Mirow)
Roggentin – dzielnica miasta Mirow w Niemczech, w kraju związkowym Meklemburgia-Pomorze Przednie, w powiecie Mecklenburgische Seenplatte, w związku gmin Mecklenburgische Kleinseenplatte. Do 24 maja 2014 samodzielna gmina.